# Peristedion
Peristedion és un gènere de peixos pertanyent a la família dels peristèdids.
Es troba a l'Atlàntic (des de la mar Cantàbrica fins al Marroc, incloent-hi la Mediterrània), l'Índic i el Pacífic occidental.
Són peixos de fons fangosos o rocallosos de la plataforma continental que viuen entre 30-500 m de fondària.
Hi ha espècies que poden assolir fins a 40 cm de llargària, tot i que la mitjana és de 20. Tenen el cos allargat i cobert per quatre fileres d'escates espinoses a cada costat, el cap gros, ossificat i espinós, el musell ample, aplanat i flanquejat lateralment per una parell de projeccions (extensions rostrals), apèndixs davall la boca, l'aleta dorsal dividida en parts espinoses i toves separades, l'aleta anal sense espines, les aletes pelvianes àmpliament separades i situades sota la base de l'aleta pectoral. No tenen llengua. Són, més o menys, de color rosa o vermell fosc, tot i que el ventre és pàl·lid.
Després d'una fase pelàgica, els joves viuen en aigües costaneres abans de migrar a aigües més fondes.
Són gregaris, caminen sobre el fons marí amb els seus radis pectorals lliures i excaven amb el seu rostre tot a la recerca de preses.

## Taxonomia
- Peristedion altipinne (Regan, 1903)[4]
- Peristedion amblygenys (Fowler, 1938)[5]
- Peristedion antillarum (Teague, 1961)[6]
- Peristedion barbiger (Garman, 1899)[7]
- Peristedion brevirostre (Günther, 1860)[8]
- Peristedion cataphractum (Linnaeus, 1758)[9]
- Peristedion crustosum (Garman, 1899)[7]
- Peristedion ecuadorense (Teague, 1961)[6]
- Peristedion gracile (Goode & Bean, 1896)[10]
- Peristedion greyae (Miller, 1967)[11]
- Peristedion halyi (Day, 1898)[12]
- Peristedion imberbe (Poey, 1861)[13]
- Peristedion investigatoris (Alcock, 1898)
- Peristedion liorhynchus (Günther, 1872)[14]
- Peristedion longispatha (Goode & Bean, 1886)
- Peristedion miniatum (Goode, 1880)[15]
- Peristedion moluccense (Bleeker, 1851)[16]
- Peristedion nierstraszi (Weber, 1913)[17]
- Peristedion orientale (Temminck & Schlegel, 1843)[18]
- Peristedion paucibarbiger (Castro-Aguirre & García-Domínguez, 1984)[19]
- Peristedion riversandersoni (Alcock, 1894)[20]
- Peristedion thompsoni (Fowler, 1952)[21]
- Peristedion truncatum (Günther, 1880)[22]
- Peristedion unicuspis (Miller, 1967)[23]
- Peristedion weberi (Smith, 1934)[24][25][26][27][28][29]

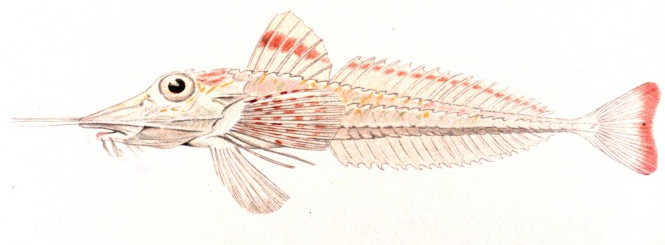
Peristedion gracile
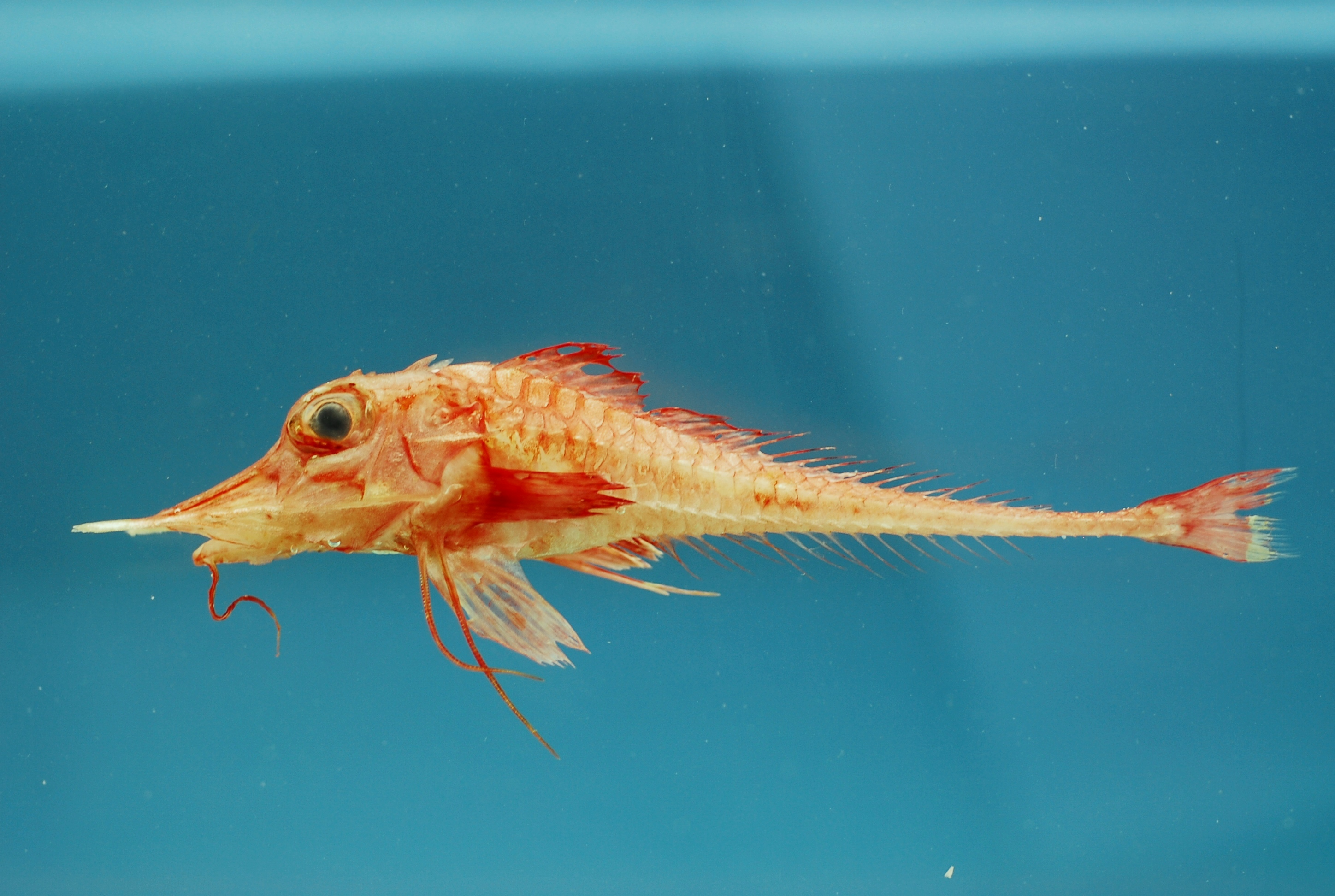
Peristedion greyae
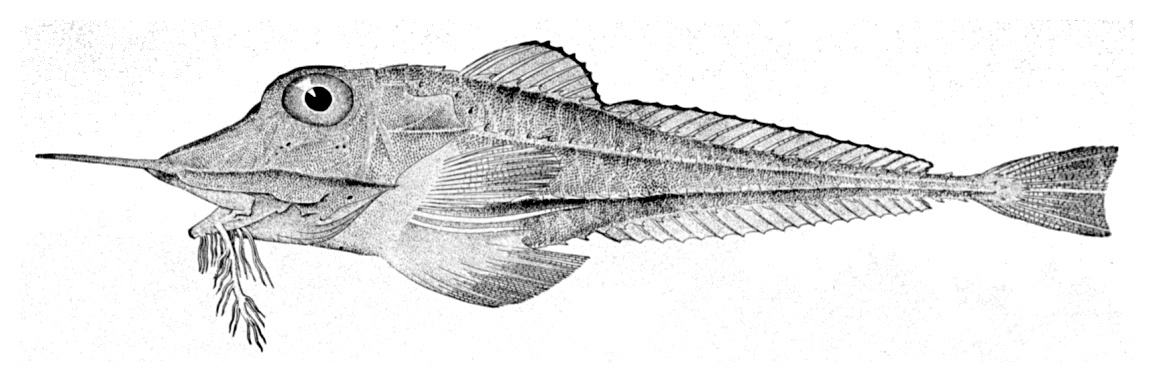
Peristedion longispatha
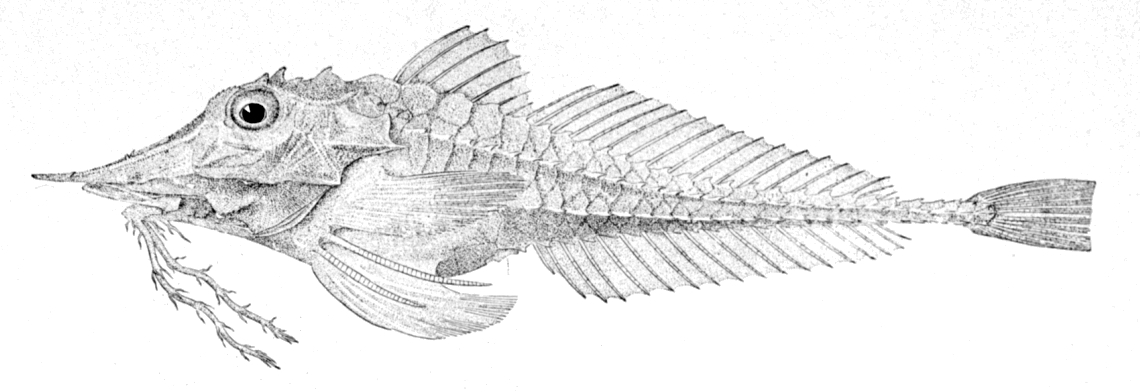
Peristedion miniatum
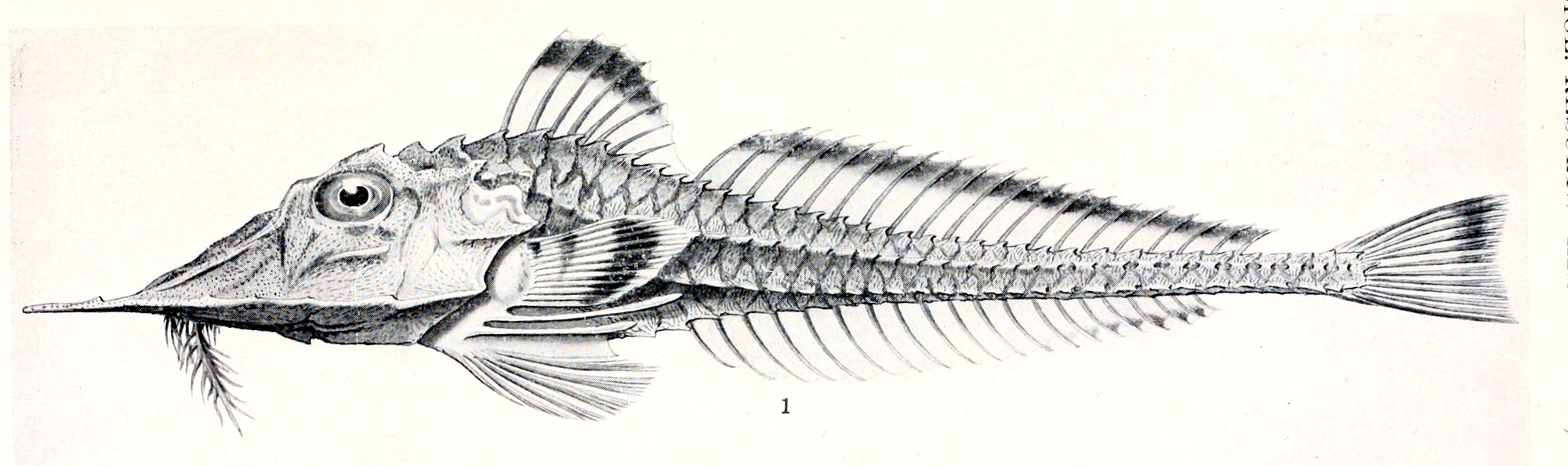
Peristedion picturatum
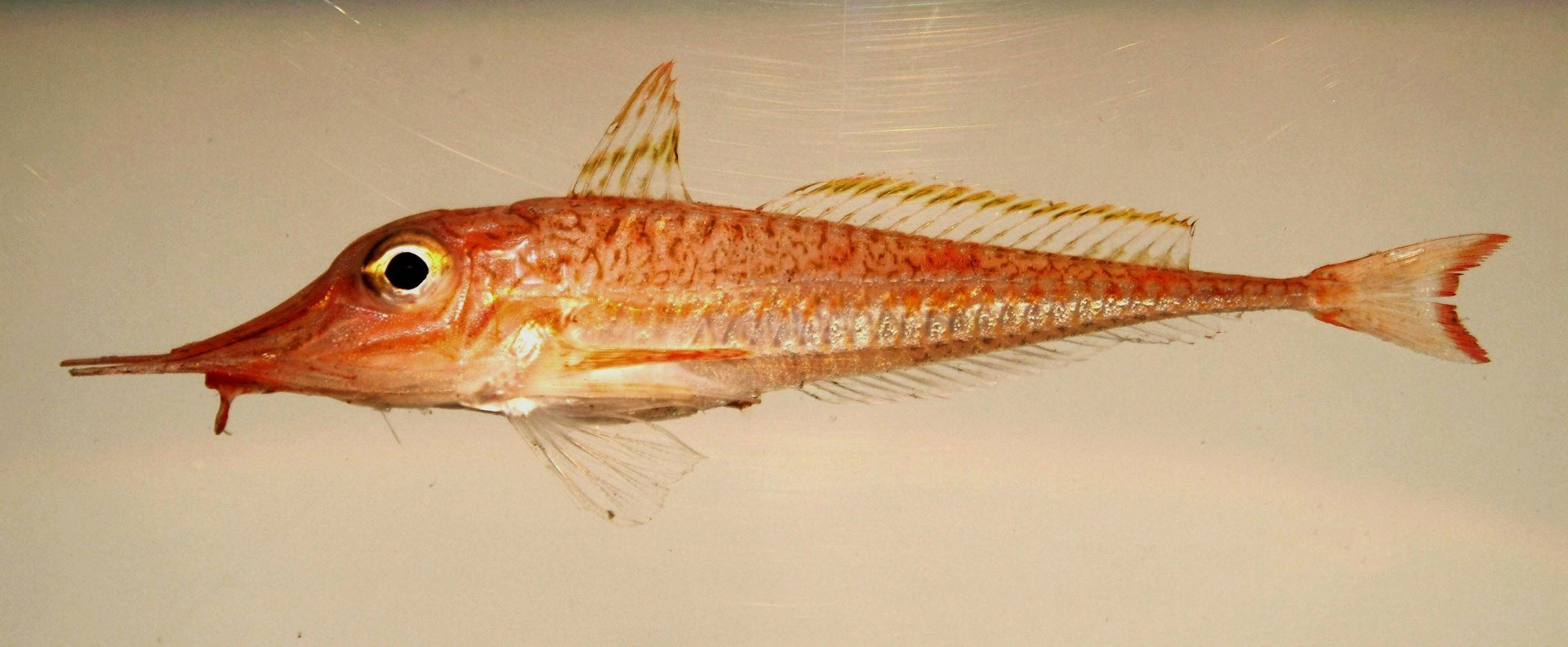
Peristedion gracile